# Soul Embraced
I Soul Embraced sono una christian death metal band formatasi a Little Rock, Arkansas, Stati Uniti e tuttora in attività.

## Storia dei Soul Embraced
La band venne fondata nel 1997 da due ex membri di una band denominata Shredded Corpse: Rocky Gray (chitarrista/cantante) e David Sroczynski (batterista). La band ebbe vita breve e si sciolse dopo aver partecipato al secondo volume di una compilation della Frozen Dawn Records con la canzone "Crucified". Rocky Gray riformò in seguito il gruppo assieme a Lance Garvin (batterista), suo compagno di gruppo nei Living Sacrifice, ed al suo amico Chad Moore (cantante). La band era un progetto secondario che veniva portato avanti nei ritagli di tempo restanti dal suonare con i Living Sacrifice.
La band pubblicò l'EP The Fleshless nel 1999 e gli album For the Incomplete, This Is My Blood e Immune rispettivamente nel 2000, nel 2002 e nel 2003. Gli ultimi due vennero distribuiti dalla Solid State Records mentre nel 2003 "For the Incomplete" venne ripubblicato per l'etichetta indipendente Blood and Ink Records con un nuovo artwork (realizzato da Dave Quiggle) e con l'aggiunta di due nuove canzoni e dell'EP "The Fleshless" come bonus.
Nel 2007 fecero il loro ingresso nella band Jeff Bowie (bassista) e Devin Castle (chitarrista). La band cominciò a scrivere nuovi pezzi e realizzò diversi demo ed un breve video promozionale finché, tra novembre e dicembre del 2007, completò il proprio quarto album, "Dead Alive", che venne pubblicato il 29 aprile 2008 dalla Solid State Records.
L'uscita di "Dead Alive" decreta anche il passaggio di Rocky Gray alla batteria. 
Nell'estate del 2013 la band mette a disposizione del pubblico il download gratuito di "Like a corpse" preludio a "Mythos" pubblicato con la Rottweiler Records. 

## Formazione

### Formazione attuale
- Rocky Gray - chitarra (1997-oggi)
- Chad Moore - voce (1999-oggi)
- Lance Garvin - batteria (1999-oggi)
- Jeff Bowie - basso (2006-oggi)
- Devin Castle - chitarra (2007-oggi)

### Ex componenti
- David Sroczynski - batteria (1997-1998)
- Jack Wiese - chitarra (2006-2007)

## Discografia
- The Fleshless EP (indie 1999)
- For the Incomplete (indie 2000, ripubblicato nel 2003 per la Blood and Ink Records)
- This Is My Blood (Solid State Records 2002)
- Immune (Solid State Records 2003)
- Dead Alive (Solid State Records 2008)
- Mythos (Rottweiler Records 2013)